# Chadron
Chadron ist eine Stadt und der County Seat des Dawes County im US-Bundesstaat Nebraska.

## Geschichte
Namensgeber der Stadt ist der Franzose Louis B. Chartran, der schon 1841 einen Pelzhandelsposten in der Region betrieb. Durch leichte Angleichung wurde aus seinem Namen dann Chadron. 1884 war das eigentliche Gründungsdatum der Stadt, als die Fremont, Elkhorn, and Missouri Valley Railroad die Region von Westen her erreichte. Zu diesem Zeitpunkt betrug die Einwohnerzahl schon 500, da die „Homesteaderin“ Fannie O’Linn eine Gemeinde, an der Stelle aufgebaut hat. Sie hatte versucht den Punkt vorherzusehen, an der sich die Eisenbahnlinien nach Wyoming und South Dakota trennen würden, um der Stadt eine Zukunft zu sichern. Sie erwählte daher die Stelle, an der der „White River“ und der „Chadron Creek“ sich vereinen. Die Gleise trennen sich ca. 8 km westlich der Stadt. Die Bevölkerungszahl stieg zunächst auf über 2000 an. Allerdings führte u. a. die Dürreperiode in den 1890er-Jahren zu einem starken Rückgang, da die Getreideernte nicht mehr ergiebig war. Erst die Errichtung der new state normal school (heute: Chadron State College) sicherte die Zukunft der Stadt. Auch in den nächsten Jahrzehnten war die Einwohnerzahl starken Schwankungen ausgesetzt, da die Wirtschaftskrise in den 1930er-Jahren zu einer erneuten Abwanderung führte.

## Geographie
Chadron liegt im Norden Nebraskas, etwa 15 km von der Grenze zu South Dakota entfernt und hat Anschluss an den U.S. Highway 20 und den U.S. Highway 385. Die Stadt verfügt über einen eigenen Flughafen, den Chadron Municipal Airport. Es bestehen tägliche Flugverbindungen nach Denver mit Boutique Air im Rahmen des Essential Air Service Programms.

## Demographie
Laut United States Census 2000 hat Chadron 5634 Einwohner, davon 2702 Männer und 2932 Frauen.

## Verkehr
Der Chadron Municipal Airport liegt 7 km westlich der Stadt.

## Bedeutung

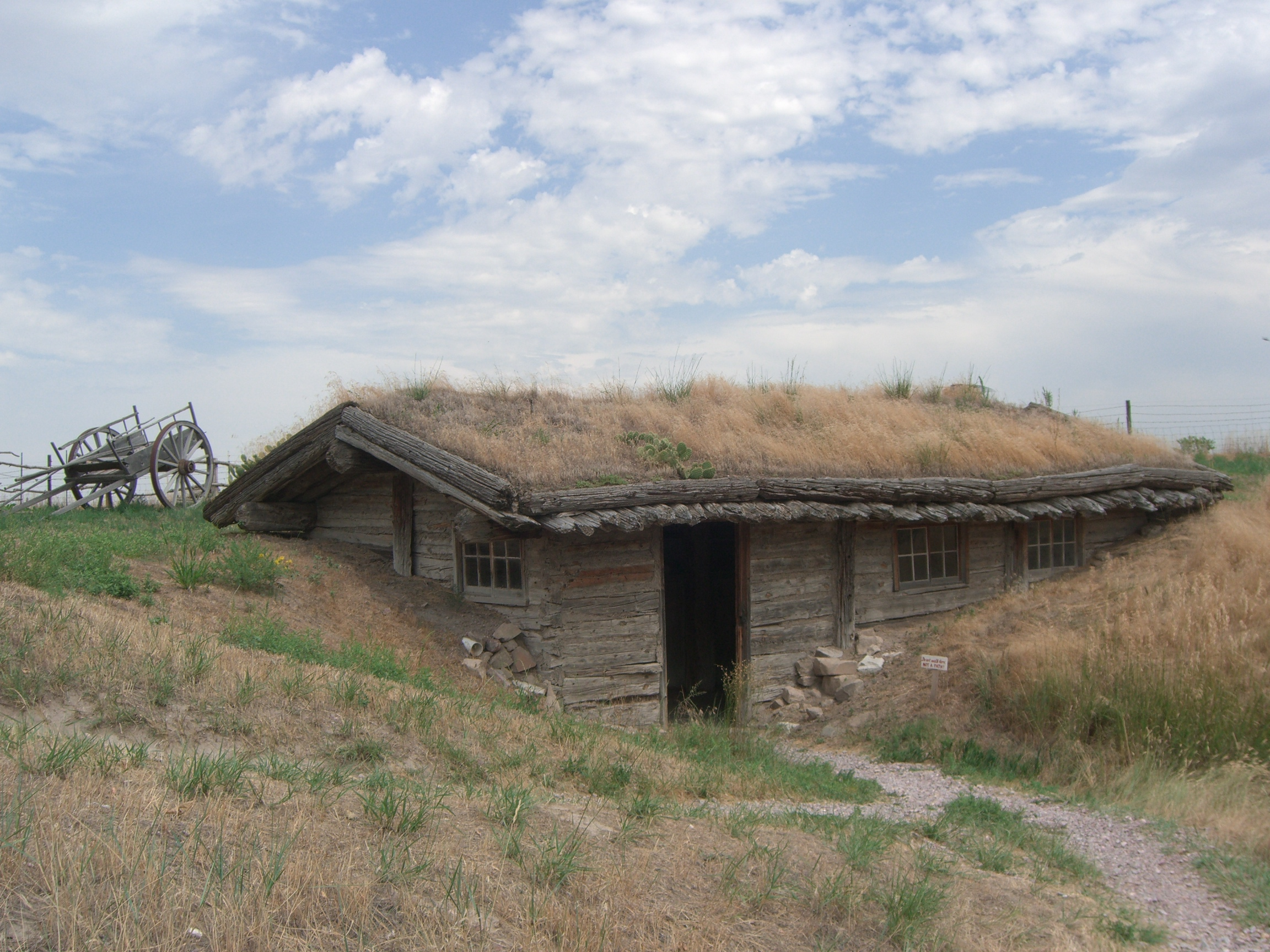
Rekonstruierter Handelsposten von James Bordeaux im Museum of the Fur Trade, Chadron, Nebraska

In Chadron befindet sich das Museum of the Fur Trade, das bedeutendste Museum zur Geschichte des Pelzhandels in Nordamerika.
Im Rahmen der World’s Columbian Exposition war Chadron der Startpunkt eines Pferderennens bis nach Chicago, das der Gewinner John Berry in dreizehn Tagen und sechzehn Stunden beenden konnte.

## Söhne und Töchter
- Leta Stetter Hollingworth (1886–1939), bei Chadron geborene Psychologin